# Royal Jordanian
Royal Jordanian (code AITA: RJ ; code OACI : RJA) est la compagnie aérienne nationale de la Jordanie. Elle exploite des vols nationaux et internationaux sur quatre continents depuis sa plate-forme de correspondance à l'aéroport international Reine-Alia d'Amman. Elle fait partie de l'alliance Oneworld. En 2008, elle a transporté plus de 2,7 millions de passagers.

## Histoire
Royal Jordanian fut créée en 1963 sous le nom d’Alia Airlines (par décret royal de Hussein de Jordanie qui a choisi le nom de sa fille). Deux Handley Page Dart Heralds et un DC-7 sont alors utilisés. En 1964, un autre DC-7 est ajouté ce qui permet l’inauguration d’un service vers Djeddah, en Arabie saoudite. L’année suivante une liaison est établie avec Rome en 1965. Toute l’avancée de la compagnie est menacée par un raid aérien israélien, lors de la guerre de 1967, les DC-7 sont détruits et remplacés par deux Fokker F27. En 1968, s’ajoutent les destinations de Nicosie, Benghazi, Dharan et Doha. Les nouvelles routes aériennes vers Munich, Téhéran et Istanbul se font en 1969.

Dans les années 1970, Alia passe à l’air du jet. Les F-27 sont remplacés par un Boeing 707. En 1970, Francfort et Abou Dabi sont ajoutés et le 707 est livré en 1971. Madrid, Copenhague et Karachi cette même année. Dans les années suivantes, Alia ajoute à sa flotte Boeing 720, Boeing 727 et Boeing 747. En 1979, Alia fonde Arab Airlines Technical Consortium. Les années 1980 marquent la réorganisation de la compagnie. Tunis et Tripoli sont reliés et un centre de calcul IBM est inauguré. En 1984, elle inaugure des routes aériennes vers Chicago, Los Angeles, Singapour et Riyad. 6 Airbus A310 et 6 A320 rejoignent la flotte en 1986. Alia change son nom en Royal Jordanian en 1986. Cette décennie voit aussi l’ouverture du système de réservation GATS (Gabriel Automated Ticket System). 

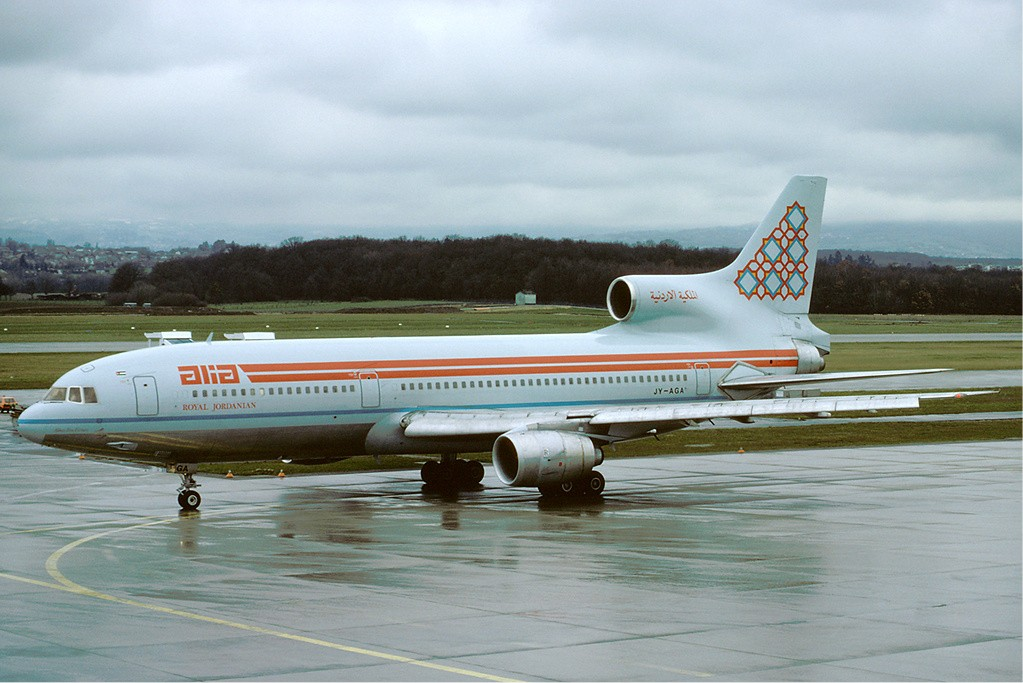
Lockheed L-1011 en 1984

L’expansion continue dans les années 1990. Royal Jordanian et neuf autres compagnies aériennes arabes signent avec le système de réservation Galileo, un nouveau terminal est ouvert à Amman, une liaison avec Gaza ouverte faisant de Royal Jordanian la première compagnie à voler vers le nouvel aéroport international de Gaza. Enfin un partenariat est passé avec TWA et une filiale locale, Royal Wings, démarre le seul service privé, vers Aqaba, utilisant un Fokker F-27. Royal Jordanian devient une société par action en 2001 et le nom est officiellement changé en Alia, The Royal Jordanian Airline bien qu’elle soit toujours connue par ses clients comme Royal Jordanian. Elle a rejoint Oneworld en 2007.
En juillet 2014, Royal Jordanian suspend ses vols vers Tripoli. En mars 2016, la compagnie lance des vols vers Guangzhou. En avril 2016, Royal Jordanian suspend ses vols vers Kiev.

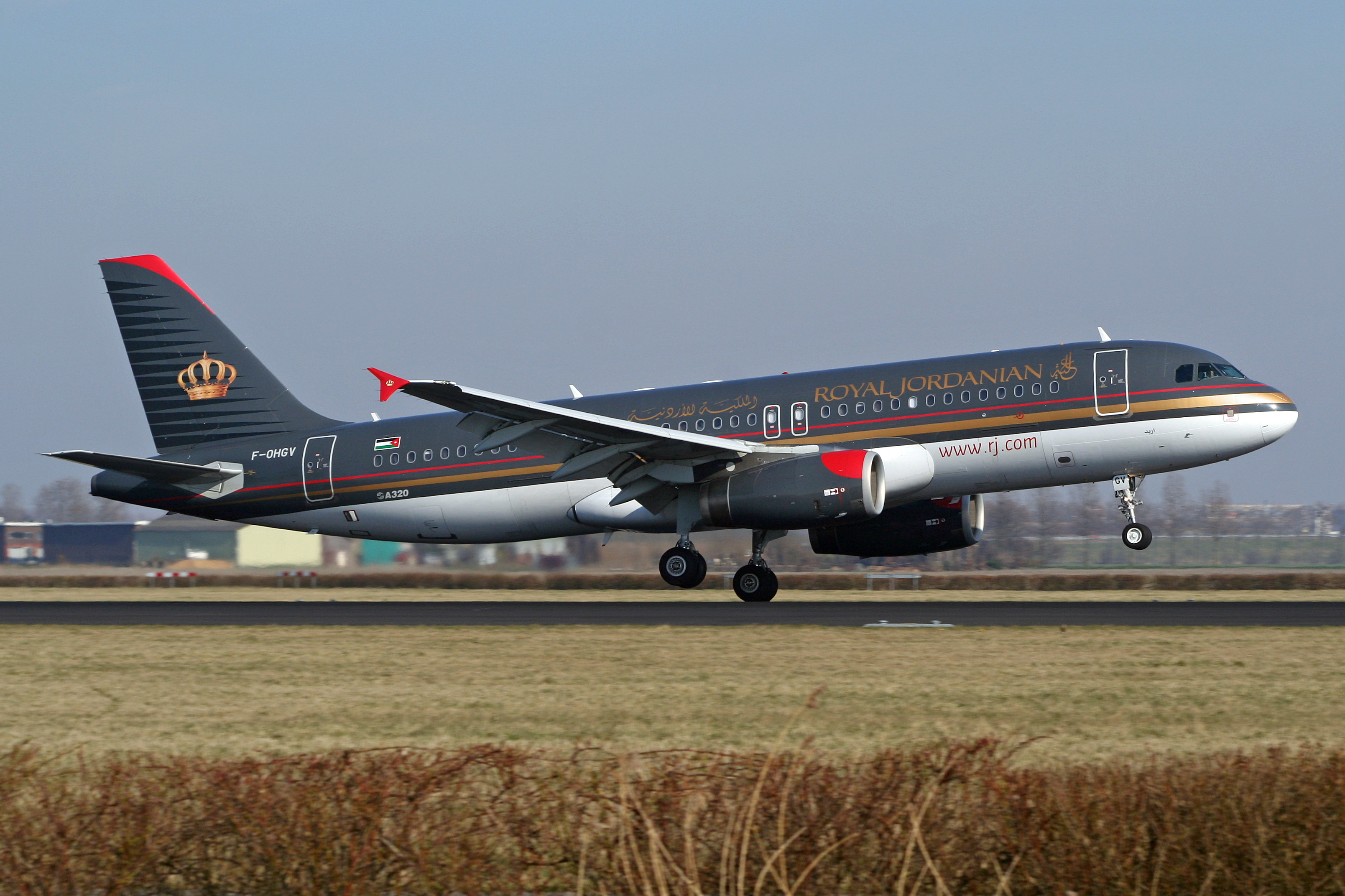
Airbus A320 de Royal Jordanian Airlines

## Flotte
En février 2025, Royal Jordanian exploitait 25 avions. L'âge moyen de la flotte est de 9 ans.

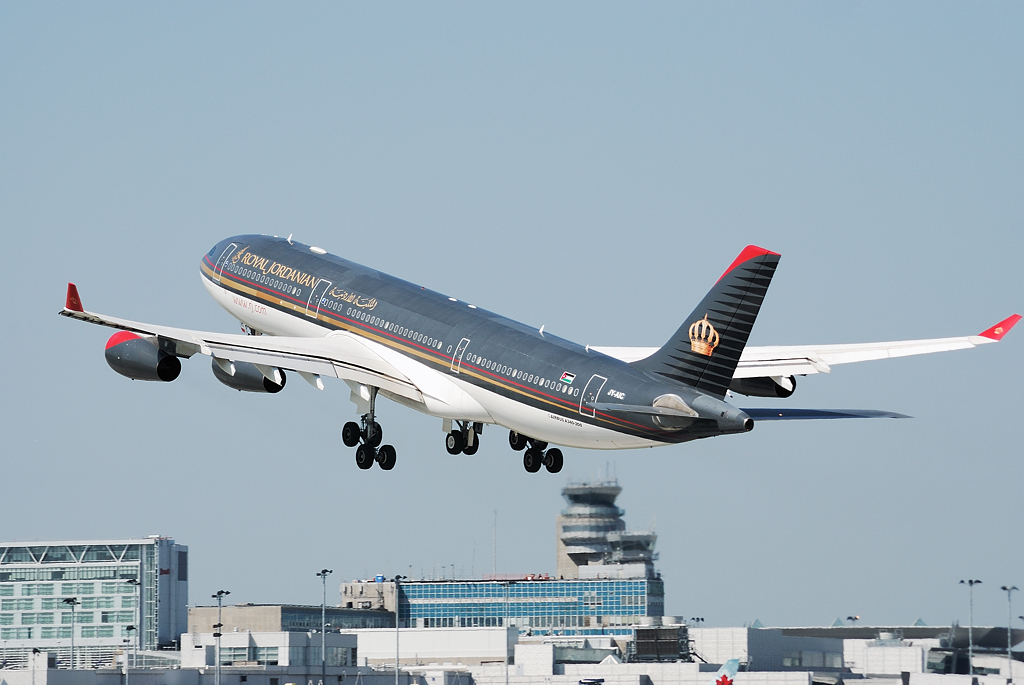
Airbus A340-200
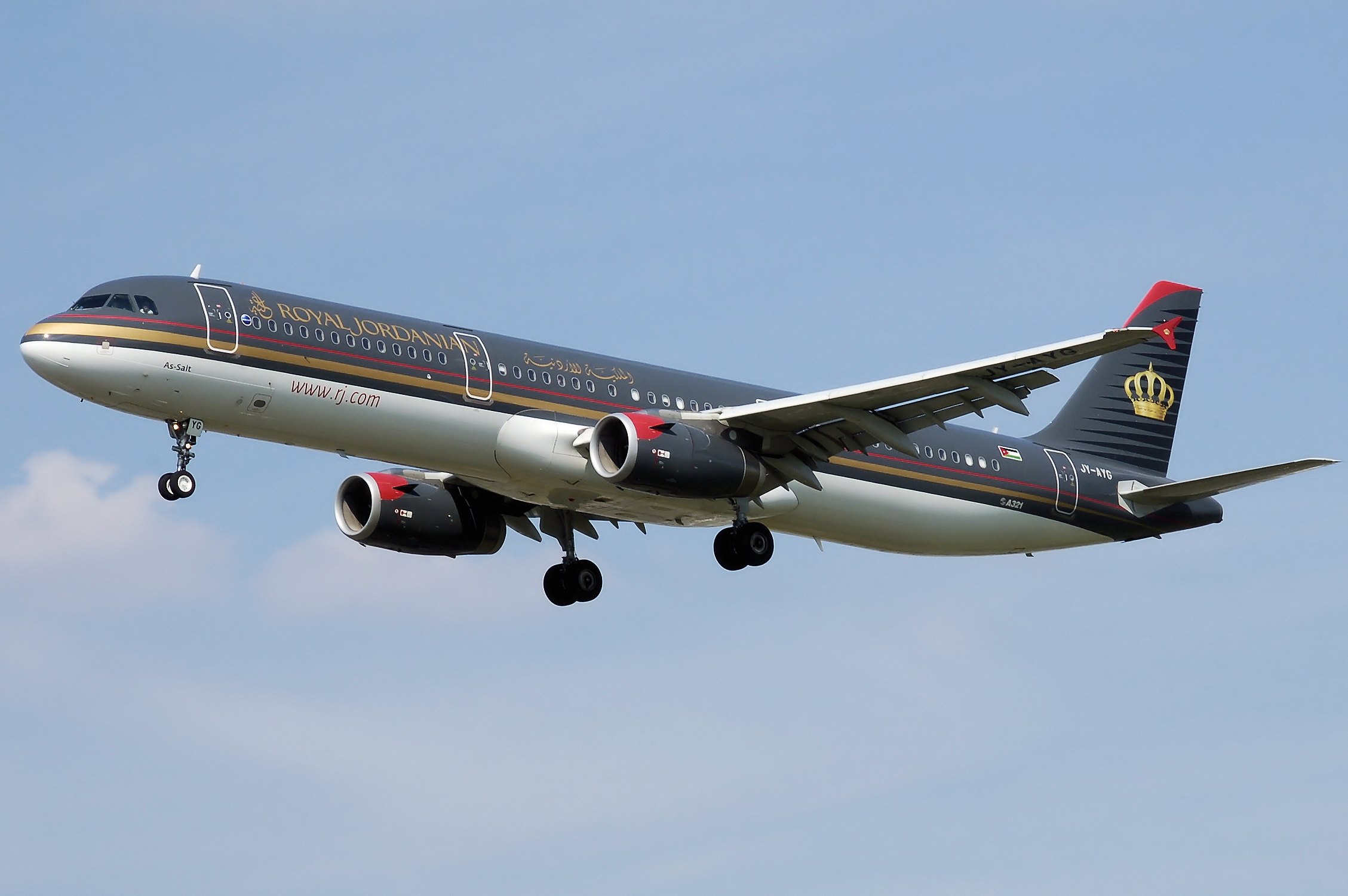
Airbus A321
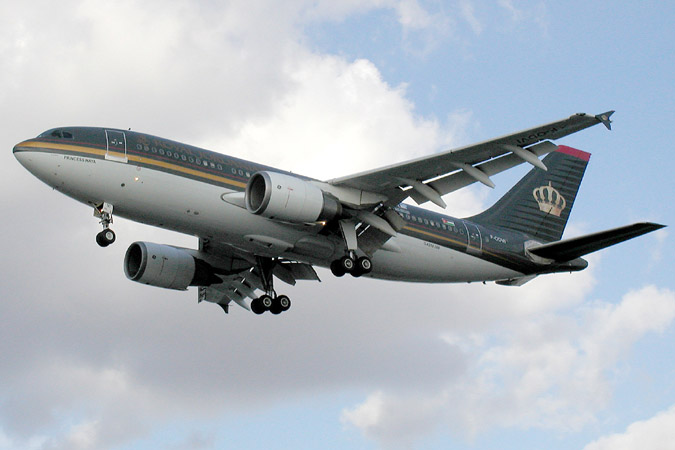
Airbus A310
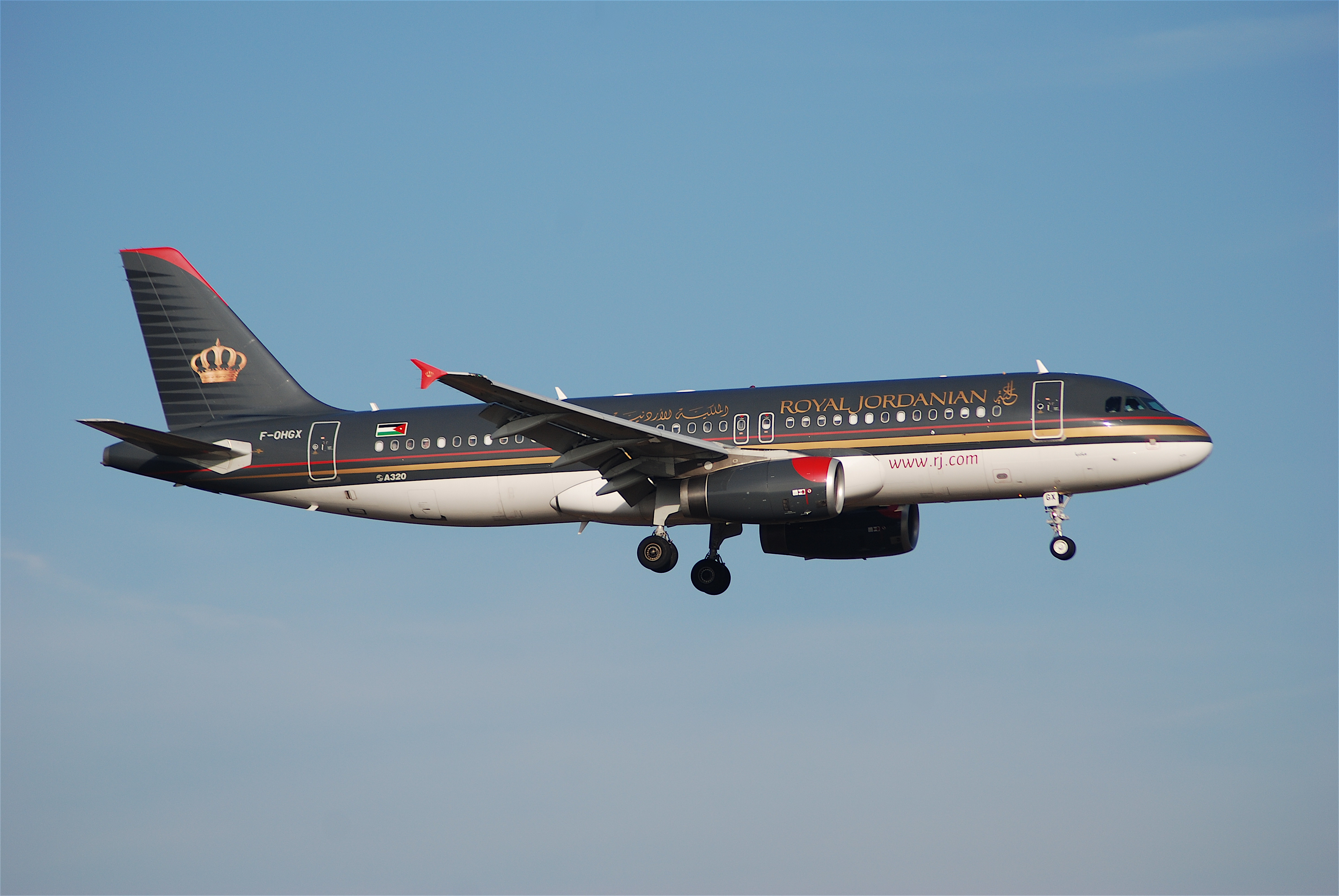
Airbus A320
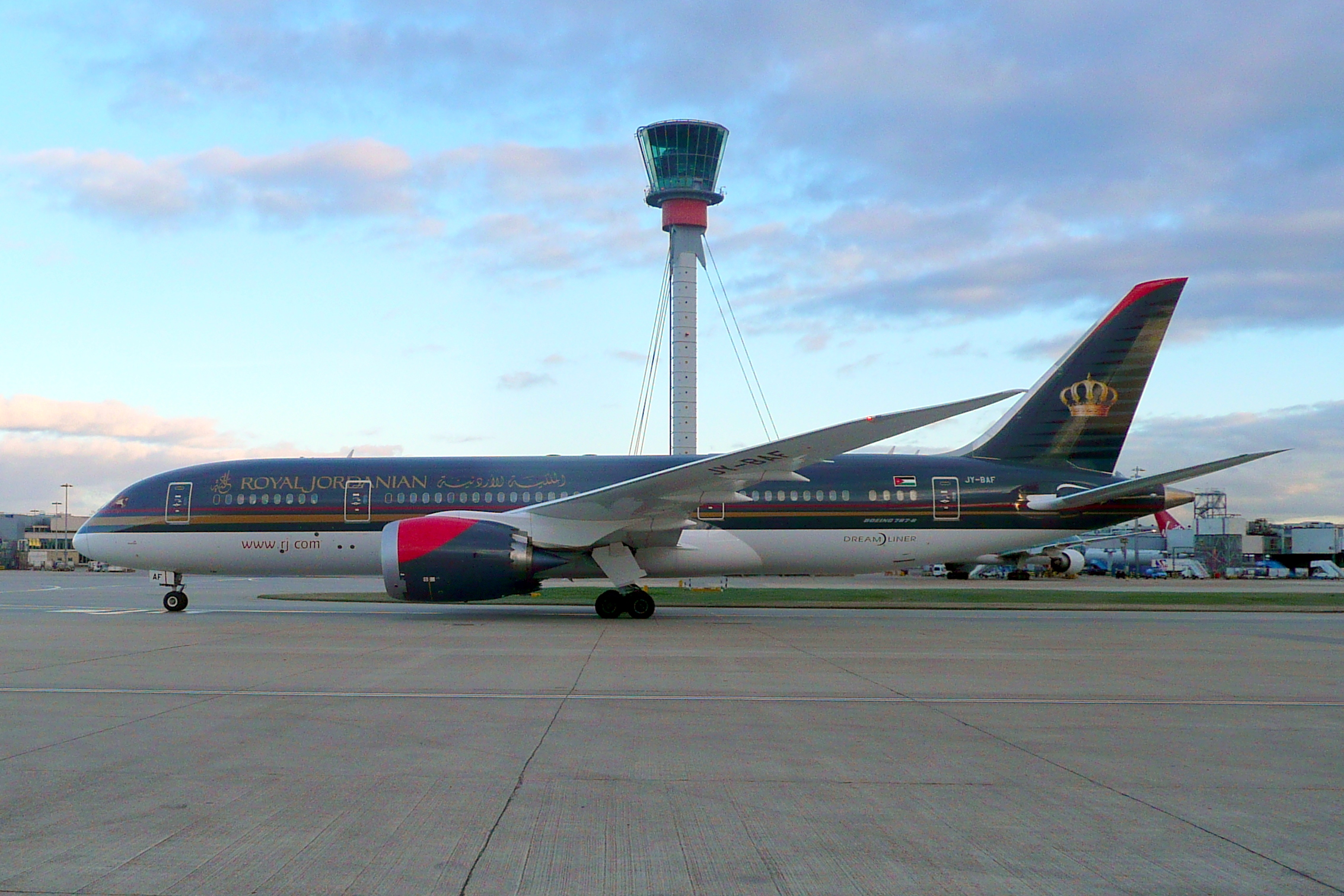
Boeing 787-8 Dreamliner

## Partenariat
Outre ses partenaires Oneworld, Royal Jordanian a des accords de partage de codes avec Gulf Air, Syrian Air et TAROM.

## Incidents
En octobre 2014, un avion de la Royal Jordanian (vol 261) est entré en collision avec un autre avion alors qu'il circulait sur les pistes de l'aéroport JFK : L'aile de l'avion de la compagnie jordanienne a heurté la queue d'un avion Delta Air Lines.
En novembre 2015, un avion de la Royal Jordanian effectuant la liaison entre Dubaï et Amman a dû se poser de force à l'aéroport de Tel Aviv à la suite de mauvaises conditions météorologiques : Tous les passagers de l'avion ont refusé de débarquer de l'avion en attendant que celui-ci redécolle pour protester en faveur de la cause palestinienne  dans le cadre du conflit israélo-palestinien.